# Posada de Llanera

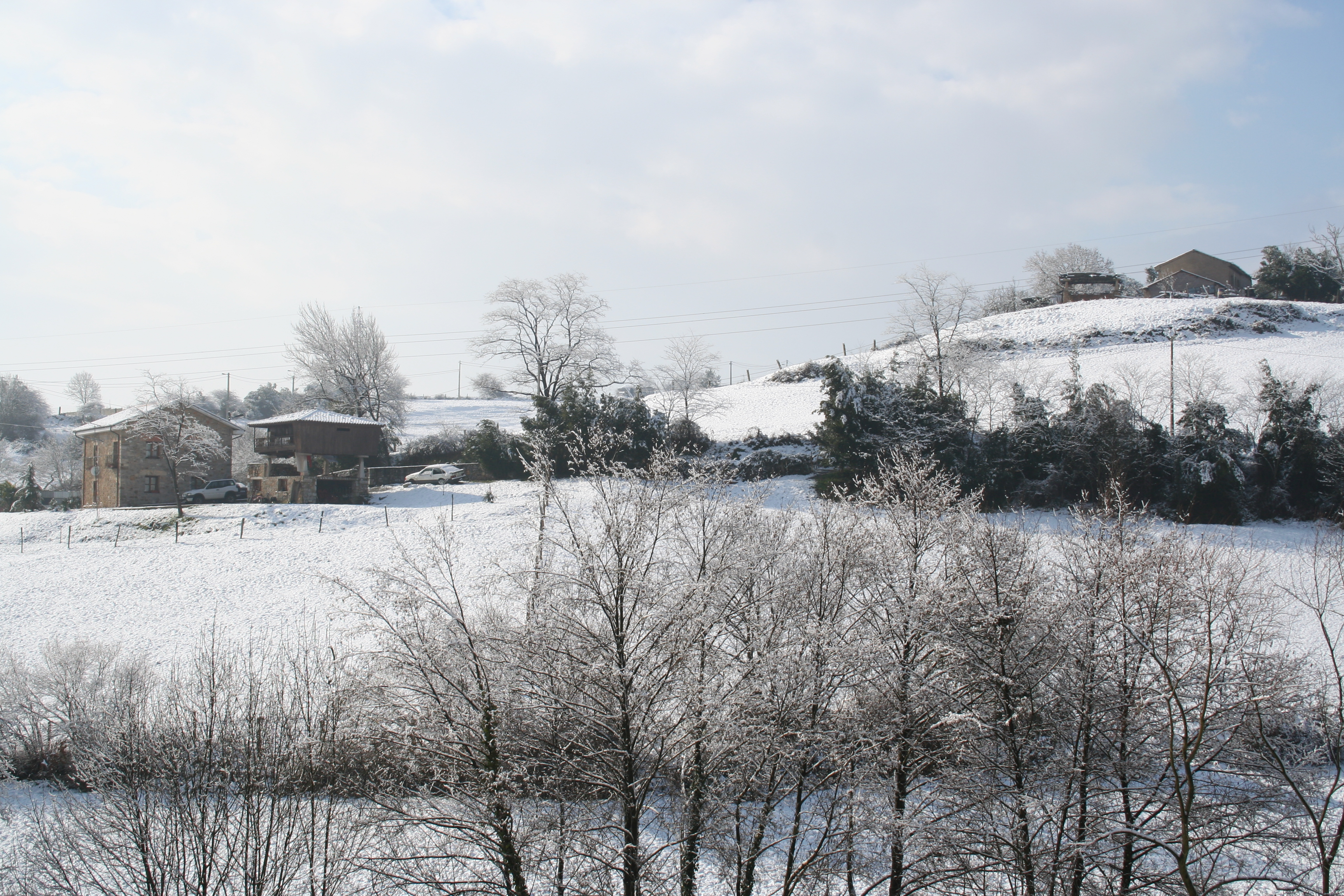

Posada es un lugar del concejo asturiano de Llanera (España), capital del mismo. Pertenece a la parroquia de Rondiella y es la segunda localidad más poblada del municipio, tras Lugo de Llanera. Es conocida popular a nivel regional como "La Recta", debido a su distribución a lo largo, prácticamente de forma completa, de una carretera.

## Demografía
Posada tiene 3 248 habitantes, de ellos 1 606 son hombres y 1.642 mujeres. En la primera mitad de la década del 2000 aumentó considerablemente la población de la localidad (10%), debido a su cercanía con los grandes núcleos de población. Los años previos a la crisis del 2009, han supuesto una fuga de población, que se ha ido recuperando poco a poco tras la llegada de esta.
| Gráfica de evolución demográfica de Posada de Llanera entre 2000 y 2013 |
|                                                                         |

## Transporte
Los accesos a Posada por carretera son:
- a través de la carretera AS-17 que comunica Avilés con Langreo y que enlaza también con la A-66, siendo el acceso natural desde Oviedo.
- por la AS-373, que enlaza Posada de Llanera y la AS-233 (carretera de Avilés a Trubia) a la altura de Biedes.
- la AS-374, que enlaza con Lugo de Llanera y la carretera AS-381.
- por último, la carretera LL-1 que comunica con la parroquia de Ables.

## Deporte y cultura
El equipo de fútbol de Posada es el UD Llanera, del Grupo II de tercera división. Este club tiene también una sección femenina que juega en Regional A y varios equipos filiales que juegan en categorías inferiores.
El Club Deportivo 2007 Llanera es el club de atletismo de la localidad. Es el organizador de la Media Maratón "Corazón de Asturias", que en 2014 iba por la séptima edición.
En el antiguo mercado de La Habana se encuentra la Escuela de Música y el teatro.